# أندريه فونفارا
أندريه فونفارا (بالبولندية: Andrzej Fonfara) مواليد 4 نوفمبر 1987 في بولندا، هو ملاكم محترف بولندي يصنف ضمن فئة وزن خفيف الثقيل.

## إحصائيات
خاض خلال مسيرته 33 نزالا، فاز في 28 وخسر في 4. فاز بالضربة القاضية في 16 نزالا.

## روابط خارجية
- أندريه فونفارا على موقع بوكس ريك (الإنجليزية) (registration required)